# Islam in Indonesia

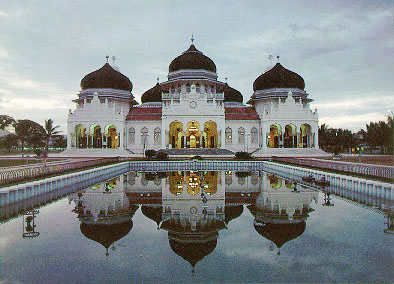
Grande Moschea di Banda Aceh.

L'Indonesia è costituzionalmente uno stato secolare (ma il governo riconosce ufficialmente solamente sei forme religiose), con l'Islam come religione dominante del paese.
L'Indonesia è anche il più grande paese musulmano al mondo per numero di credenti, con circa 202,9 milioni di fedeli (l'87,2% della popolazione indonesiana nel 2011).
La maggior parte di essi è di professione sunnita (99%).
Ci sono poi 1 milione di Sciiti (0,5%), che sono concentrati a Giacarta,e 400.000 sono musulmani di professione Ahmadiyya il restante 0,3 si dividono tra salafiti e wahabiti e altro.
In Indonesia i musulmani sono categorizzati con due orientamenti: "modernisti", coloro che aderiscono alla teologia ortodossa ma abbracciando un apprendimento moderno, e i "tradizionalisti", che tendono a seguire le interpretazioni di capi religiosi locali e insegnanti di religione di scuola islamica chiamate pesantren.